# La Colombe (cabaret)
Pour les articles homonymes, voir La Colombe.
Le cabaret de La Colombe est le plus vieux bistrot de Paris.

## Historique
L'archiviste paléographe du musée du Louvre, Michel Le Moèl, fit des recherches sur l'historique de l'immeuble et découvrit que La Colombe, située au 4, rue de la Colombe, quartier de la Cité, sur l'île de la Cité, occupait les deux premiers étages d'un immeuble construit en 1297 ou 1298 sur 2 étages à l'époque de la construction de la cathédrale Notre-Dame de Paris.
Un squelette de chat découvert en 1964 entre plafond et plancher au 1er étage atteste de l’âge de la maison : en Île-de-France, au XIIIe siècle, on y emmurait un chat noir vivant pour conjurer le Malin à chaque construction nouvelle.
En 1557, la maison est surélevée de 3 étages par Léon Lescot, frère de Pierre Lescot, qui installe au rez-de-chaussée la taverne Saint-Nicolas.
En 1715, la taverne est un repaire de Cartouche.
En 1769, Louis Combédias ajoute un étage et un grenier.
En 1826, les demoiselles Cabasset louent la taverne au cabaretier appelé Millevoie, qui y pose des grilles marchand de vin, des boiseries extérieures avec des têtes de Bacchus et installe à l'extérieur l'éclairage au gaz.
En 1895, Alexandre Desmolières achète le fonds à la veuve Mouchet et lui donne le nom de Bistrot Desmolières.
En 1921, le propriétaire, Constant Agniez, vend l'immeuble à la ville de Paris qui veut le démolir car l'immeuble est frappé d’alignement depuis Haussmann.
En 1953, le peintre et écrivain américain Ludwig Bemelmans rachète le fonds et le décore de fresques.
En 1954, Bemelmans cède le fonds à Michel Valette et son épouse Beleine Valette, qui y fondent le cabaret de La Colombe. Alors le plus vieux bistrot de Paris devient le célèbre cabaret « rive gauche » à Paris qui, de 1954 à 1964, sous la direction de Michel Valette, fit débuter 200 chanteurs à texte, parmi lesquels Guy Béart, Anne Sylvestre, Sophie Makhno accompagnée par Pierre Perret à la guitare, Jean Ferrat, Maurice Fanon, Pia Colombo, Francesca Solleville, Marie-Thérèse Orain, Hélène Martin, Jean Vasca, Henri Gougaud, Georges Moustaki, Marc Ogeret, Philippe Avron et Claude Evrard, Bernard Haller, Henri Guybet , Michel Muller ou Romain Bouteille.
En 1962, par décret du ministre de la Culture André Malraux, l'immeuble est sauvé de la démolition grâce à la restauration qu’effectuèrent les Valette qui obtinrent son classement au dossier d’archéologie, puis doublement protégé par la loi Malraux sur protection des berges pour les immeubles de plus de cent ans situés à moins de cent mètres des bords de Seine.
En 1964, croulant sous les charges et les taxes, le cabaret La Colombe est contraint de mettre la clé sous la porte. De 1964 à 1985, Beleine Valette en fait un restaurant classé 3 étoiles tourisme.
En 1981, Antenne 2 lui consacre une émission conçue par Michel Valette et réalisée par Maurice Frydland, Il y a 25 ans… la Colombe, qui est diffusée le 23 décembre 1982. 
Depuis 1990, un restaurant-bar à vin, La Réserve de Quasimodo en occupe le rez-de-chaussée en terrasse, le premier étage est réaffecté en logement.
En septembre 2015, une plaque commémorative est posée sur l'immeuble au cours d'une cérémonie à laquelle assistent Michel Valette, Anne Sylvestre, et plusieurs anciens artistes du cabaret.
En 2020, un nouveau restaurant s'ouvre au rez-de-chaussée sous le nom « Les deux Colombes ».